# Test F1 2022
Questa voce raccoglie un approfondimento sui test effettuati nell'ambito del campionato 2022 di Formula 1.

## Calendario
Per la stagione 2022 di Formula 1 sono previste due sessioni di test invernali. La prima, denominata pre-season track session, in programma dal 23 al 25 febbraio sul circuito di Catalogna, mentre la seconda sessione, chiamata pre-season testing, si tiene dal 10 al 12 marzo al Bahrain International Circuit, sede del primo appuntamento del mondiale. Il circuito di Catalogna torna ad ospitare i test per la prima volta dalla stagione 2020.
I team tornano ad avere a disposizione due sessioni da tre giorni ciascuna prima dell’inizio del campionato, come accaduto l'ultima volta nei test del 2020. I test del 2021 furono invece ridotti ad un'unica sessione, comunque della durata di tre giorni, a causa delle problematiche legate alla pandemia di COVID-19.
I test pre-stagionali in Bahrein sono sponsorizzati, come nel 2021, da Aramco.

### Barcellona (febbraio 2022)
- Barcellona, Circuito di Catalogna, 23-25 febbraio 2022.

### Bahrein, (marzo 2022)
- Manama, Bahrain International Circuit, 10-12 marzo 2022.

## Test di Barcellona

### Formazione piloti
| Team            | 23 febbraio      | 24 febbraio      | 25 febbraio      |
| --------------- | ---------------- | ---------------- | ---------------- |
| Mercedes        | George Russell   | Lewis Hamilton   | George Russell   |
| Mercedes        | Lewis Hamilton   | George Russell   | Lewis Hamilton   |
| Red Bull Racing | Max Verstappen   | Sergio Pérez     | Max Verstappen   |
| Red Bull Racing | Max Verstappen   | Sergio Pérez     | Sergio Pérez     |
| Ferrari         | Charles Leclerc  | Carlos Sainz Jr. | Charles Leclerc  |
| Ferrari         | Carlos Sainz Jr. | Charles Leclerc  | Carlos Sainz Jr. |
| McLaren         | Lando Norris     | Daniel Ricciardo | Lando Norris     |
| McLaren         | Lando Norris     | Daniel Ricciardo | Daniel Ricciardo |
| Alpine          | Fernando Alonso  | Esteban Ocon     | Fernando Alonso  |
| AlphaTauri      | Yuki Tsunoda     | Pierre Gasly     | Pierre Gasly     |
| Aston Martin    | Sebastian Vettel | Lance Stroll     | Sebastian Vettel |
| Aston Martin    | Lance Stroll     | Sebastian Vettel | Sebastian Vettel |
| Williams        | Nicholas Latifi  | Alexander Albon  | Nicholas Latifi  |
| Williams        | Alexander Albon  | Nicholas Latifi  | Alexander Albon  |
| Alfa Romeo      | Robert Kubica    | Valtteri Bottas  | Zhou Guanyu      |
| Alfa Romeo      | Valtteri Bottas  | Zhou Guanyu      | Valtteri Bottas  |
| Haas            | Nikita Mazepin   | Mick Schumacher  | Nikita Mazepin   |
| Haas            | Mick Schumacher  | Nikita Mazepin   | Nikita Mazepin   |

### Resoconto prima giornata
- Meteo: Sereno

#### Risultati
| 1  | Lando Norris     | 4  | McLaren-Mercedes             | 1'19"568 |        | 103 | Morbide C4 | Morbide C4 | Morbide C4 |
| 2  | Charles Leclerc  | 16 | Ferrari                      | 1'20"165 | +0"597 | 80  | Medie C3   | Medie C3   | Medie C3   |
| 3  | Carlos Sainz Jr. | 55 | Ferrari                      | 1'20"416 | +0"848 | 73  | Medie C3   | Medie C3   | Medie C3   |
| 4  | George Russell   | 63 | Mercedes                     | 1'20"784 | +1"216 | 77  | Medie C3   | Medie C3   | Medie C3   |
| 5  | Lewis Hamilton   | 44 | Mercedes                     | 1'20"929 | +1"361 | 50  | Medie C3   | Medie C3   | Medie C3   |
| 6  | Sebastian Vettel | 5  | Aston Martin Aramco-Mercedes | 1'21"276 | +1"708 | 52  | Medie C3   | Medie C3   | Medie C3   |
| 7  | Yuki Tsunoda     | 22 | AlphaTauri-RBPT              | 1'21"638 | +2"070 | 121 | Medie C3   | Medie C3   | Medie C3   |
| 8  | Fernando Alonso  | 14 | Alpine-Renault               | 1'21"746 | +2"178 | 127 | Dure C2    | Dure C2    | Dure C2    |
| 9  | Max Verstappen   | 1  | Red Bull Racing-RBPT         | 1'22"246 | +2"678 | 147 | Dure C2    | Dure C2    | Dure C2    |
| 10 | Valtteri Bottas  | 77 | Alfa Romeo-Ferrari           | 1'22"572 | +3"004 | 23  | Medie C3   | Medie C3   | Medie C3   |
| 11 | Alexander Albon  | 23 | Williams-Mercedes            | 1'22"760 | +3"192 | 66  | Medie C3   | Medie C3   | Medie C3   |
| 12 | Mick Schumacher  | 47 | Haas-Ferrari                 | 1'22"962 | +3"394 | 23  | Medie C3   | Medie C3   | Medie C3   |
| 13 | Lance Stroll     | 18 | Aston Martin Aramco-Mercedes | 1'23"327 | +3"759 | 67  | Dure C2    | Dure C2    | Dure C2    |
| 14 | Nicholas Latifi  | 6  | Williams-Mercedes            | 1'23"379 | +3"811 | 66  | Medie C3   | Medie C3   | Medie C3   |
| 15 | Nikita Mazepin   | 9  | Haas-Ferrari                 | 1'24"505 | +4"937 | 20  | Dure C2    | Dure C2    | Dure C2    |
| 16 | Robert Kubica    | 88 | Alfa Romeo-Ferrari           | 1'25"909 | +6"341 | 9   | Medie C3   | Medie C3   | Medie C3   |

### Resoconto seconda giornata
- Meteo: Parzialmente nuvoloso

#### Risultati
| 1  | Charles Leclerc  | 16 | Ferrari                      | 1'19"689 |        | 79  | Medie C3   | Medie C3   | Medie C3   |
| 2  | Pierre Gasly     | 10 | AlphaTauri-RBPT              | 1'19"918 | +0"229 | 147 | Morbide C4 | Morbide C4 | Morbide C4 |
| 3  | Daniel Ricciardo | 3  | McLaren-Mercedes             | 1'20"288 | +0"599 | 126 | Morbide C4 | Morbide C4 | Morbide C4 |
| 4  | George Russell   | 63 | Mercedes                     | 1'20"537 | +0"848 | 66  | Medie C3   | Medie C3   | Medie C3   |
| 5  | Carlos Sainz Jr. | 55 | Ferrari                      | 1'20"546 | +0"857 | 71  | Medie C3   | Medie C3   | Medie C3   |
| 6  | Sebastian Vettel | 5  | Aston Martin Aramco-Mercedes | 1'20"784 | +1"095 | 74  | Medie C3   | Medie C3   | Medie C3   |
| 7  | Sergio Pérez     | 11 | Red Bull Racing-RBPT         | 1'21"430 | +1"741 | 78  | Medie C3   | Medie C3   | Medie C3   |
| 8  | Nikita Mazepin   | 9  | Haas-Ferrari                 | 1'21"512 | +1"823 | 42  | Medie C3   | Medie C3   | Medie C3   |
| 9  | Alexander Albon  | 23 | Williams-Mercedes            | 1'21"531 | +1"842 | 47  | Medie C3   | Medie C3   | Medie C3   |
| 10 | Zhou Guanyu      | 24 | Alfa Romeo-Ferrari           | 1'21"885 | +2"196 | 71  | Medie C3   | Medie C3   | Medie C3   |
| 11 | Nicholas Latifi  | 6  | Williams-Mercedes            | 1'21"894 | +2"205 | 61  | Medie C3   | Medie C3   | Medie C3   |
| 12 | Lance Stroll     | 18 | Aston Martin Aramco-Mercedes | 1'21"920 | +2"231 | 55  | Medie C3   | Medie C3   | Medie C3   |
| 13 | Mick Schumacher  | 47 | Haas-Ferrari                 | 1'21"949 | +2"260 | 66  | Medie C3   | Medie C3   | Medie C3   |
| 14 | Esteban Ocon     | 31 | Alpine-Renault               | 1'22"164 | +2"475 | 125 | Medie C3   | Medie C3   | Medie C3   |
| 15 | Valtteri Bottas  | 77 | Alfa Romeo-Ferrari           | 1'22"288 | +2"599 | 21  | Medie C3   | Medie C3   | Medie C3   |
| 16 | Lewis Hamilton   | 44 | Mercedes                     | 1'22"562 | +2"873 | 40  | Dure C2    | Dure C2    | Dure C2    |

### Resoconto terza giornata
- Meteo: Nuvoloso

Al pomeriggio la pista è stata bagnata artificialmente per i test con gomme intermedie o da bagnato.

#### Risultati
| 1  | Lewis Hamilton   | 44 | Mercedes                     | 1'19"138 |         | 94 | Morbide C5 | Morbide C5 | Morbide C5 |
| 2  | George Russell   | 63 | Mercedes                     | 1'19"233 | +0"095  | 66 | Morbide C5 | Morbide C5 | Morbide C5 |
| 3  | Sergio Pérez     | 11 | Red Bull Racing-RBPT         | 1'19"556 | +0"418  | 74 | Morbide C4 | Morbide C4 | Morbide C4 |
| 4  | Max Verstappen   | 1  | Red Bull Racing-RBPT         | 1'19"756 | +0"618  | 59 | Medie C3   | Medie C3   | Medie C3   |
| 5  | Sebastian Vettel | 5  | Aston Martin Aramco-Mercedes | 1'19"824 | +0"686  | 48 | Morbide C5 | Morbide C5 | Morbide C5 |
| 6  | Charles Leclerc  | 16 | Ferrari                      | 1'19"831 | +0"693  | 44 | Medie C3   | Medie C3   | Medie C3   |
| 7  | Carlos Sainz Jr. | 55 | Ferrari                      | 1'20"072 | +0"934  | 92 | Medie C3   | Medie C3   | Medie C3   |
| 8  | Alexander Albon  | 23 | Williams-Mercedes            | 1'20"318 | +1"180  | 94 | Morbide C4 | Morbide C4 | Morbide C4 |
| 9  | Nicholas Latifi  | 6  | Williams-Mercedes            | 1'20"699 | +1"561  | 13 | Morbide C4 | Morbide C4 | Morbide C4 |
| 10 | Daniel Ricciardo | 3  | McLaren-Mercedes             | 1'20"790 | +1"652  | 86 | Medie C3   | Medie C3   | Medie C3   |
| 11 | Lando Norris     | 4  | McLaren-Mercedes             | 1'20"827 | +1"689  | 52 | Medie C3   | Medie C3   | Medie C3   |
| 12 | Fernando Alonso  | 14 | Alpine-Renault               | 1'21"242 | +2"104  | 12 | Medie C3   | Medie C3   | Medie C3   |
| 13 | Zhou Guanyu      | 24 | Alfa Romeo-Ferrari           | 1'21"939 | +2"801  | 41 | Medie C3   | Medie C3   | Medie C3   |
| 14 | Pierre Gasly     | 10 | AlphaTauri-RBPT              | 1'22"469 | +3"331  | 40 | Morbide C4 | Morbide C4 | Morbide C4 |
| 15 | Nikita Mazepin   | 9  | Haas-Ferrari                 | 1'26"229 | +7"091  | 9  | Medie C3   | Medie C3   | Medie C3   |
| 16 | Valtteri Bottas  | 77 | Alfa Romeo-Ferrari           | 1'30"433 | +11"295 | 10 | Medie C3   | Medie C3   | Medie C3   |

## Test del Bahrein

### Formazione piloti
| Team            | 10 marzo          | 11 marzo         | 12 marzo         |
| --------------- | ----------------- | ---------------- | ---------------- |
| Mercedes        | Lewis Hamilton    | George Russell   | Lewis Hamilton   |
| Mercedes        | George Russell    | Lewis Hamilton   | George Russell   |
| Red Bull Racing | Sergio Pérez      | Max Verstappen   | Sergio Pérez     |
| Red Bull Racing | Sergio Pérez      | Max Verstappen   | Max Verstappen   |
| Ferrari         | Charles Leclerc   | Charles Leclerc  | Carlos Sainz Jr. |
| Ferrari         | Carlos Sainz Jr.  | Carlos Sainz Jr. | Charles Leclerc  |
| McLaren         | Lando Norris      | Lando Norris     | Lando Norris     |
| Alpine          | Esteban Ocon      | Esteban Ocon     | Fernando Alonso  |
| Alpine          | Fernando Alonso   | Esteban Ocon     | Fernando Alonso  |
| AlphaTauri      | Pierre Gasly      | Yuki Tsunoda     | Pierre Gasly     |
| AlphaTauri      | Pierre Gasly      | Yuki Tsunoda     | Yuki Tsunoda     |
| Aston Martin    | Sebastian Vettel  | Sebastian Vettel | Lance Stroll     |
| Aston Martin    | Lance Stroll      | Lance Stroll     | Sebastian Vettel |
| Williams        | Alexander Albon   | Nicholas Latifi  | Nicholas Latifi  |
| Williams        | Alexander Albon   | Nicholas Latifi  | Alexander Albon  |
| Alfa Romeo      | Zhou Guanyu       | Valtteri Bottas  | Zhou Guanyu      |
| Alfa Romeo      | Valtteri Bottas   | Zhou Guanyu      | Valtteri Bottas  |
| Haas            | assente           | Mick Schumacher  | Kevin Magnussen  |
| Haas            | Pietro Fittipaldi | Kevin Magnussen  | Mick Schumacher  |

### Resoconto prima giornata
- Meteo: Sereno

#### Risultati
| 1  | Pierre Gasly      | 10 | AlphaTauri-RBPT              | 1'33"902 |        | 102 | Morbide C5   | Morbide C5   | Morbide C5   |
| 2  | Carlos Sainz Jr.  | 55 | Ferrari                      | 1'34"359 | +0"457 | 52  | Medie C3     | Medie C3     | Medie C3     |
| 3  | Charles Leclerc   | 16 | Ferrari                      | 1'34"531 | +0"629 | 64  | Medie C3     | Medie C3     | Medie C3     |
| 4  | Lance Stroll      | 18 | Aston Martin Aramco-Mercedes | 1'34"736 | +0"834 | 50  | Morbide C4   | Morbide C4   | Morbide C4   |
| 5  | Alexander Albon   | 23 | Williams-Mercedes            | 1'35"070 | +1"168 | 104 | Morbide C4   | Morbide C4   | Morbide C4   |
| 6  | Lando Norris      | 4  | McLaren-Mercedes             | 1'35"356 | +1"454 | 49  | Dure C2      | Dure C2      | Dure C2      |
| 7  | Valtteri Bottas   | 77 | Alfa Romeo-Ferrari           | 1'35"495 | +1"593 | 66  | Medie C3     | Medie C3     | Medie C3     |
| 8  | Sebastian Vettel  | 5  | Aston Martin Aramco-Mercedes | 1'35"706 | +1"804 | 39  | Medie C3     | Medie C3     | Medie C3     |
| 9  | George Russell    | 63 | Mercedes                     | 1'35"941 | +2"039 | 59  | Medie C3     | Medie C3     | Medie C3     |
| 10 | Sergio Pérez      | 11 | Red Bull Racing-RBPT         | 1'35"977 | +2"075 | 137 | Dure C2      | Dure C2      | Dure C2      |
| 11 | Lewis Hamilton    | 44 | Mercedes                     | 1'36"365 | +2"463 | 62  | Medie C3     | Medie C3     | Medie C3     |
| 12 | Fernando Alonso   | 14 | Alpine-Renault               | 1'36"745 | +2"843 | 24  | Medie C3     | Medie C3     | Medie C3     |
| 13 | Esteban Ocon      | 31 | Alpine-Renault               | 1'36"768 | +2"866 | 42  | Dure C2      | Dure C2      | Dure C2      |
| 14 | Zhou Guanyu       | 24 | Alfa Romeo-Ferrari           | 1'37"164 | +3"262 | 54  | Medie C3     | Medie C3     | Medie C3     |
| 15 | Pietro Fittipaldi | 51 | Haas-Ferrari                 | 1'37"422 | +3"520 | 47  | Prototipo C2 | Prototipo C2 | Prototipo C2 |

### Resoconto seconda giornata
- Meteo: Sereno

#### Risultati
| 1  | Carlos Sainz Jr. | 55 | Ferrari                      | 1'33"532 |        | 60  | Morbide C4   | Morbide C4   | Morbide C4   |
| 2  | Max Verstappen   | 1  | Red Bull Racing-RBPT         | 1'34"011 | +0"479 | 86  | Morbide C4   | Morbide C4   | Morbide C4   |
| 3  | Lance Stroll     | 18 | Aston Martin Aramco-Mercedes | 1'34"064 | +0"532 | 69  | Morbide C4   | Morbide C4   | Morbide C4   |
| 4  | Lewis Hamilton   | 44 | Mercedes                     | 1'34"141 | +0"609 | 47  | Morbide C5   | Morbide C5   | Morbide C5   |
| 5  | Esteban Ocon     | 31 | Alpine-Renault               | 1'34"276 | +0"744 | 111 | Morbide C4   | Morbide C4   | Morbide C4   |
| 6  | Charles Leclerc  | 16 | Ferrari                      | 1'34"366 | +0"834 | 54  | Medie C3     | Medie C3     | Medie C3     |
| 7  | Lando Norris     | 4  | McLaren-Mercedes             | 1'34"609 | +1"077 | 59  | Medie C3     | Medie C3     | Medie C3     |
| 8  | Sebastian Vettel | 5  | Aston Martin Aramco-Mercedes | 1'36"020 | +2"488 | 46  | Medie C3     | Medie C3     | Medie C3     |
| 9  | Kevin Magnussen  | 20 | Haas-Ferrari                 | 1'36"505 | +2"973 | 39  | Morbide C4   | Morbide C4   | Morbide C4   |
| 10 | Yuki Tsunoda     | 22 | AlphaTauri-RBPT              | 1'36"802 | +3"270 | 119 | Medie C3     | Medie C3     | Medie C3     |
| 11 | Valtteri Bottas  | 77 | Alfa Romeo-Ferrari           | 1'36"987 | +3"455 | 25  | Dure C2      | Dure C2      | Dure C2      |
| 12 | Mick Schumacher  | 47 | Haas-Ferrari                 | 1'37"846 | +4"314 | 23  | Dure C2      | Dure C2      | Dure C2      |
| 13 | George Russell   | 63 | Mercedes                     | 1'38"585 | +5"053 | 66  | Prototipo C2 | Prototipo C2 | Prototipo C2 |
| 14 | Nicholas Latifi  | 6  | Williams-Mercedes            | 1'39"845 | +6"313 | 12  | Prototipo C2 | Prototipo C2 | Prototipo C2 |
| 15 | Zhou Guanyu      | 24 | Alfa Romeo-Ferrari           | 1'39"984 | +6"452 | 48  | Prototipo C2 | Prototipo C2 | Prototipo C2 |

#### Sessione aggiuntiva
- Meteo: Sereno

##### Risultati
| 1 | Kevin Magnussen | 20 | Haas-Ferrari | 1'33"207 |  | 21 | Morbide C4 | Morbide C4 | Morbide C4 |

### Resoconto terza giornata
- Meteo: Sereno

#### Risultati
| 1  | Max Verstappen   | 1  | Red Bull Racing-RBPT         | 1'31"720 |        | 53  | Morbide C5 | Morbide C5 | Morbide C5 |
| 2  | Charles Leclerc  | 16 | Ferrari                      | 1'32"415 | +0"695 | 51  | Morbide C4 | Morbide C4 | Morbide C4 |
| 3  | Fernando Alonso  | 14 | Alpine-Renault               | 1'32"698 | +0"978 | 122 | Morbide C4 | Morbide C4 | Morbide C4 |
| 4  | George Russell   | 63 | Mercedes                     | 1'32"759 | +1"039 | 71  | Morbide C5 | Morbide C5 | Morbide C5 |
| 5  | Valtteri Bottas  | 77 | Alfa Romeo-Ferrari           | 1'32"985 | +1"265 | 68  | Medie C3   | Medie C3   | Medie C3   |
| 6  | Yuki Tsunoda     | 22 | AlphaTauri-RBPT              | 1'33"002 | +1"282 | 57  | Morbide C5 | Morbide C5 | Morbide C5 |
| 7  | Sergio Pérez     | 11 | Red Bull Racing-RBPT         | 1'33"105 | +1"385 | 43  | Morbide C4 | Morbide C4 | Morbide C4 |
| 8  | Mick Schumacher  | 47 | Haas-Ferrari                 | 1'33"151 | +1"431 | 57  | Medie C3   | Medie C3   | Medie C3   |
| 9  | Lando Norris     | 4  | McLaren-Mercedes             | 1'33"191 | +1"471 | 90  | Medie C3   | Medie C3   | Medie C3   |
| 10 | Sebastian Vettel | 5  | Aston Martin Aramco-Mercedes | 1'33"821 | +2"101 | 81  | Morbide C4 | Morbide C4 | Morbide C4 |
| 11 | Zhou Guanyu      | 24 | Alfa Romeo-Ferrari           | 1'33"959 | +2"239 | 82  | Morbide C4 | Morbide C4 | Morbide C4 |
| 12 | Pierre Gasly     | 10 | AlphaTauri-RBPT              | 1'34"865 | +3"145 | 91  | Morbide C4 | Morbide C4 | Morbide C4 |
| 13 | Carlos Sainz Jr. | 55 | Ferrari                      | 1'34"905 | +3"185 | 68  | Morbide C5 | Morbide C5 | Morbide C5 |
| 14 | Alexander Albon  | 23 | Williams-Mercedes            | 1'35"171 | +3"451 | 18  | Medie C3   | Medie C3   | Medie C3   |
| 15 | Nicholas Latifi  | 6  | Williams-Mercedes            | 1'35"634 | +3"914 | 124 | Medie C3   | Medie C3   | Medie C3   |
| 16 | Lance Stroll     | 18 | Aston Martin Aramco-Mercedes | 1'36"029 | +4"309 | 53  | Medie C3   | Medie C3   | Medie C3   |
| 17 | Lewis Hamilton   | 44 | Mercedes                     | 1'36"217 | +4"497 | 78  | Morbide C5 | Morbide C5 | Morbide C5 |
| 18 | Kevin Magnussen  | 20 | Haas-Ferrari                 | 1'38"616 | +6"896 | 38  | Dure C2    | Dure C2    | Dure C2    |

#### Sessioni aggiuntive
- Meteo: Sereno

##### Risultati
| 1 | Kevin Magnussen | 20 | Haas-Ferrari | 1'40"080 |  | 17 | Dure C2 | Dure C2 | Dure C2 |

- Meteo: Sereno

| 1 | Mick Schumacher | 47 | Haas-Ferrari | 1'32"241 |  | 28 | Morbide C4 | Morbide C4 | Morbide C4 |